# Pomeroy (Washington)
Pomeroy es una ciudad ubicada en el condado de Garfield en el estado estadounidense de Washington. En el año 2000 tenía una población de 1.517 habitantes y una densidad poblacional de 329,0 personas por km².

## Geografía
Pomeroy se encuentra ubicada en las coordenadas 48°28′24″N 117°35′53″O / 48.47333, -117.59806.

## Demografía
Según la Oficina del Censo en 2000 los ingresos medios por hogar en la localidad eran de $28.958, y los ingresos medios por familia eran $38.750. Los hombres tenían unos ingresos medios de $32.500 frente a los $21.118 para las mujeres. La renta per cápita para la localidad era de $15.782. Alrededor del 15,1% de la población estaban por debajo del umbral de pobreza.